# Beweisantizipation
Beweisantizipation ist der rechtliche Fachbegriff für die sogenannte vorweggenommene Beweiswürdigung. Das heißt, der Richter beurteilt schon im Vorfeld, ob durch einen noch zu erhebenden Beweis voraussichtlich die hierdurch belegten Aussagen gestützt werden können.
Eine Beweisantizipation ist grundsätzlich unzulässig und zwar sowohl im Zivilprozess als auch im Strafprozess. Somit ist es etwa unzulässig, einen Beweisantrag auf Vernehmung eines Zeugen mit der Begründung abzulehnen, der Zeuge werde sich voraussichtlich nicht an die unter Beweis gestellten Tatsachen erinnern können oder der Zeuge sei bereits jetzt als unglaubwürdig einzustufen.
Das Verbot der Beweisantizipation bezieht sich auf Beweismittel und Beweistatsachen, weshalb das Gericht nicht a priori annehmen darf, dass ein Beweismittel die Beweisbehauptung nicht bestätigen werde oder keinen Erfolg verspreche oder das Gegenteil bereits erwiesen sei. Im Rahmen der Aufklärungspflicht beziehungsweise bei Beweisanträgen kommt sie deshalb lediglich unter den engen Voraussetzungen des § 244 Abs. 3 ff. StPO in Betracht.
Ausnahmsweise kann eine Beweisantizipation auch im Rahmen eines Prozesskostenhilfeverfahrens zulässig sein, dem sind aber enge verfassungsrechtliche Grenzen gesetzt. Prozesskostenhilfe darf bei Vorliegen von Beweisanträgen nur dann versagt werden, wenn konkrete und nachvollziehbare Anhaltspunkte dafür vorliegen, dass eine Beweisaufnahme über die streitigen Tatsachen mit großer Wahrscheinlichkeit zum Nachteil des Beschwerdeführers ausgehen würde.